# Средний (Самарская область)
 Средний — поселок в Исаклинском районе Самарской области в составе сельского поселения Ключи.

## География
Находится на правом берегу реки Большой Суруш на расстоянии примерно 6 километров по прямой на запад-северо-запад от районного центра села Исаклы.

## Население
Постоянное население составляло 5 человек (русские 89%) в 2002 году, 1 в 2010 ыгоду.